# Kyogameer
Het Kyogameer is een groot ondiep merencomplex in Oeganda. De oppervlakte bedraagt ongeveer 1720 km² en het ligt op 914 m hoogte. Het Kyogameer wordt gevoed door de Victorianijl, met water afkomstig van het Victoriameer. Het water verlaat het Kyogameer middels de Albertnijl in de richting van het Albertmeer. De instroom uit het Victoriameer wordt gereguleerd door de Nalubaaledam (ook bekend onder de oude naam Owen Falls-dam) en -krachtcentrale bij Jinja. Het meer ontvangt ook water uit de regio rond Mount Elgon, bij de grens van Oeganda met Kenia.
De maximumdiepte van het meer is 5,7 meter, maar meestal is het niet dieper dan 4 meter. Daar waar de diepte minder dan 3 meter bedraagt, is het oppervlak geheel bedekt met waterlelies. De moerassige oevers zijn begroeid met papyrusriet en waterhyacinten. Drijvende eilanden van papyrus bewegen zich tussen een klein aantal permanente eilandjes. Uitgestrekte draslanden omringen het meer, doorkruist door vele stromen en rivieren.
In het Kyogameer bevinden zich 46 soorten vis (waarbij de nijlbaars, uitgezet in de jaren ’50 ten behoeve van de visserij, overheerst) en komen veel krokodillen voor.
Hevige regenval (veroorzaakt door El Niño) in 1997 en 1998 leidde tot een uitzonderlijk hoog waterpeil, waardoor grote papyruseilanden en opeenhopingen van waterhyacinten loskwamen en de wateruitvoer naar de Albertnijl belemmerden. Deze blokkade veroorzaakte een waterpeilstijging van wel 2 meter, waardoor 580 km² land overstroomde. Veel mensen moesten noodgedwongen verhuizen.
Abayameer · Abbemeer · Abijattameer · Afrerameer · Albertmeer · Assalmeer · Awasameer · Bamendjingmeer · Bangweulumeer · Baringomeer · Basakameer · Bittermeren · Cahora Bassa · Chamomeer · Delcommunemeer · Edwardmeer · Fitrimeer · Georgemeer · Guiersmeer · Hajkmeer · Kabambameer · Kabelemeer · Kabwemeer · Karibameer · Kisalemeer · Kitshomponshimeer · Kivumeer · Kokameer · Kyogameer · Lac Rose · Langanomeer · Mai-Ndombemeer · Manantalimeer · Malawimeer · Manyekemeer · Mofwelagune · Mwerumeer · Mweru-Wantipameer · Naivashameer · Nakurumeer · Nassermeer ·   Nyosmeer · Nzilomeer · Shalameer · Tanameer · Tanganyikameer · Tele-meer · Toshkameren · Tshangalelemeer · Tsjaadmeer · Tumbameer · Turkanameer · Upembameer · Victoriameer · Voltameer · Walilupemeer · Zimbambomeer · Ziwaymeer